# Duby letní (Holohlavy)
Duby letní u Holohlav rostou na louce u silnice ze Smiřic do Černožic v Holohlavech v okrese Hradec Králové. Ze skupiny čtyř dubů letních (Quercus robur) jsou dva starší jedinci významní vzrůstem a stářím chráněni jako krajinná dominanta. Podle měření provedeného v roce 1998, kdy byly prohlášeny za památné, mají obvod kmene 345 cm a 375 cm.

## Památné stromy v okolí
- Merklův dub
- Merklovy duby